# Ghost (nền tảng blog)
Ghost là một nền tảng blog tự do mã nguồn mở được viết bằng JavaScript và phân phối dưới Giấy phép MIT, được thiết kế để đơn giản hóa quy trình xuất bản trực tuyến cho blogger cũng như các ấn phẩm trực tuyến.
Ghost lần đầu tiên được giới thiệu công khai vào tháng 11 năm 2012 trong một bài đăng trên blog của người sáng lập dự án John O'Nolan.
Sau chiến dịch gây quỹ cộng đồng Kickstarter thành công, phiên bản công khai đầu tiên của Ghost được phát hành vào tháng 10 năm 2013. Mục tiêu gây quỹ ban đầu là 25.000 bảng Anh trong 11 giờ và tiếp tục lên đến 196.362 bảng Anh sau 29 ngày.

## Lịch sử
Ý tưởng về nền tảng Ghost được thể hiện lần đầu tiên vào đầu tháng 11 năm 2012, trong một bài đăng trên blog của người sáng lập dự án John O'Nolan, cựu phó trưởng nhóm Giao diện người dùng WordPress, sau khi anh cảm thấy WordPress "quá nhiều thứ lộn xộn, quá nhiều tùy chọn cản trở điều tôi thực sự muốn làm: xuất bản nội dung". Cụ thể là một hệ thống quản lý nội dung thay vì làm blog.
Sau phản hồi tích cực từ cộng đồng về bài đăng blog, O'Nolan đã tuyển dụng người bạn lâu năm Hannah Wolfe giúp anh tạo ra một nguyên mẫu ban đầu của nền tảng.
Vào ngày 29 tháng 4 năm 2013, John O'Nolan đã phát hành một video về nguyên mẫu ban đầu cho chiến dịch gọi vốn cộng đồng trên Kickstarter với mục tiêu 25.000 bảng Anh để tài trợ cho việc hoàn thành công việc phát triển ban đầu. Dự án đã đạt mục tiêu trong vòng 11 giờ và tiếp tục đạt tổng cộng 196.362 bảng Anh trong suốt 29 ngày diễn ra chiến dịch. Dự án nhận được sự ủng hộ của các cá nhân lẫn sự tài trợ từ các công ty. Những người ủng hộ đáng chú ý bao gồm Seth Godin, Leo Babauta, Darren Rowse, Tucker Max, các công ty lớn như Woo-Themes, Envato và Microsoft.
Vào ngày 19 tháng 9 năm 2013, phiên bản đầu tiên của Ghost được phát hành với tên mã là Kerouac, dành cho những người đã ủng hộ chiến dịch Kickstarter.
Vào ngày 14 tháng 10 năm 2013, mã nguồn Ghost được công khai trên GitHub với phiên bản 0.3.3 - chủ yếu là sửa lỗi và cập nhật bảo mật.
Những hệ thống lớn sử dụng Ghost gồm có IBM, Tinder, Sky News, VEVO, và Zappos.

## Quỹ Ghost
Dự án Ghost được quản lý bởi Quỹ Ghost (Ghost Foundation), là một tổ chức phi lợi nhuận có trụ sở tại Singapore, được thành lập sau chiến dịch Kickstarter. Quỹ hiện tại có 25 nhân viên phục vụ toàn thời gian dự án Ghost và xây dựng cơ sở hạ tầng người dùng.

## Mô hình kinh doanh
Ghost cho phép người dùng tải xuống và sử dụng miễn phí. Song song đó, cung cấp một nền tảng lưu trữ trả phí cho những người dùng muốn vận hành blog trực tiếp trên mạng, như giải pháp thay thế cho việc định cấu hình máy chủ và cập nhật thủ công phần mềm. Trả phí hàng tháng, người dùng sẽ nhận được một tài khoản Ghost Pro với các blog được sao lưu và cập nhật tự động cũng như hỗ trợ qua email. Vì nền tảng được lưu trữ được sở hữu và điều hành bởi Quỹ Ghost, tất cả doanh thu tạo ra từ dịch vụ sau đó được sử dụng để tài trợ cho việc phát triển thêm phần mềm nguồn mở và cơ sở hạ tầng của dự án.

## Nền tảng
Ghost được lập trình bằng Node.js, một engine thực thi JavaScript máy chủ web, và Ember.js - một engine phía máy khách. Kể từ phiên bản 2.0, có thể soạn thảo bài đăng bằng trình soạn thảo WYSIWYG; trong khi trước đó chỉ hỗ trợ Markdown. Ghost CMS (Hệ quản trị nội dung Ghost) 
có thể được sử dụng như một CMS truyền thống hoặc không đầu.

## Bảo mật
Ngày 3 tháng 5 năm 2020, Ghost xác nhận nền tảng Ghost (Pro) bị nhiễm phần mềm độc hại khai thác tiền điện tử. Vi rút đã ảnh hưởng đến cả máy chủ Ghost (Pro) và dịch vụ thanh toán của Ghost.org. Nhưng không có dữ liệu người dùng nào bị lộ vì thông tin đăng nhập của người dùng không được lưu trữ dưới dạng văn bản thuần túy.